# Ізер (Рона)
Ізе́р (фр. Isére) — річка на південному сході Франції, ліва притока Рони. Довжина 290 км, площа басейну 11,8 тис. км².

## Короткий опис
Ізер бере початок в Грайських Альпах, на кордоні з Італією, поряд з відомим гірськолижним курортом Валь д'Ізер. Річка перетинає Савойські Альпи в глибокій долині Тарантез, в середній течії протікає в троговой долині Грезіводан. Впадає в Рону в містечку Пон-де-Ізер, за декілька кілометрів на північ від Валанса.
Живлення річки змішане сніжно-дощове, характерна літня повінь.
На річці та її притоках — водосховища і ГЕС. Річка судноплавна на 155 км вище гирла. На Ізері розташовані міста Альбервіль, Гренобль.
На честь Ізера названо астероїд 364 Ізера, відкритий 1893 року.